# Egipto en los Juegos Olímpicos de la Juventud 2018
Egipto participó en los Juegos Olímpicos de la Juventud 2018 en Buenos Aires, Argentina, celebrados entre el 6 y el 18 de octubre de 2018. Obtuvo tres medallas doradas, dos de plata y siete de bronce.

## Deportes

### Atletismo
| Sexo | Atleta              | Evento       | Stage 1 | Stage 1 |
| Sexo | Atleta              | Evento       | Result  | Rank    |
| ---- | ------------------- | ------------ | ------- | ------- |
| W    | Rana Khaled Mahmoud | Discus Throw | 44'26   | 12      |

## Medallero
| Medalla           | Nombre                        | Deporte                | Evento               | Fecha  |
| ----------------- | ----------------------------- | ---------------------- | -------------------- | ------ |
| Medalla de oro    | Salma Abdelmaksoud            | Pentatlón moderno      | Individual femenino  | 13 oct |
| Medalla de oro    | Ahmed Elgendy                 | Pentatlón moderno      | Individual masculino | 14 oct |
| Medalla de plata  | Neama Said Fahmi Said         | Levantamiento de pesas | 58 kg femenino       | 11 oct |
| Medalla de bronce | Mazen Elaraby                 | Esgrima                | Sable masculino      | 7 oct  |
| Medalla de bronce | Abdelrahman Sameh             | Natación               | 50 m libre           | 10 oct |
| Medalla de bronce | Eyad Adel Mahmoud             | Taekwondo              | 73 kg masculino      | 10 oct |
| Medalla de bronce | Abdalla Galal Mohamed Mostafa | Levantamiento de pesas | 77 kg masculino      | 11 oct |
| Medalla de bronce | Ahmed Mahmoud Khalil          | Levantamiento de pesas | 110 kg masculino     | 14 oct |

| Presea        | Medalla de oro | Medalla de plata | Medalla de bronce | Total |
| ------------- | -------------- | ---------------- | ----------------- | ----- |
| TOTAL OFICIAL | 3              | 2                | 7                 | 12    |

## Competidores
| Deporte   | Hombres | Mujeres | Total |
| --------- | ------- | ------- | ----- |
| Atletismo |         | 1       | 1     |